# Кёда, Томоки
Томоки Кёда (яп. 京田 知己, род. 22 января 1970 года, Осака, Япония) — японский режиссёр и аниматор.
Кёда мечтал стать режиссёром мультфильмов с детства. В качестве помощника режиссёра он участвовал в съёмках сериала «RahXephon» и его первой работой стал аниме-фильм «RahXephon: Pluralitas Concentio».

## Заметные работы
- Kyoro-chan
- The Daichis - Earth Defence Family (Chikyōbōei kazoku) (2001) — дизайн мех и созданий, постановка, визуальный ряд
- RahXephon (2002) — Помощник режиссёра, режиссёр серий, постановка, визуальный ряд
- RahXephon: Pluralitas Concentio (2003) — Режиссёр, композиция, сценарий, визуальный ряд
- Fullmetal Alchemist (2003) — визуальный ряд
- Kenran Butohsai: The Mars Daybreak (2004) — режиссура, визуальный ряд
- Psalms of Planets Eureka seveN (2005) — главный режиссёр
- Ouran High School Host Club (2006) —  режиссёр серий
- Ayakashi Ayashi (2006) — режиссёр вступительной заставки
- Evangelion: 1.0 You Are (Not) Alone (2007) — визуальный ряд
- Guardian of the Sacred Spirit (2007) — режиссёр вступительной заставки, визуальный ряд
- Darker than Black (2007) — визуальный ряд
- Psalms of Planets Eureka seveN Pocket Full of Rainbows (2008) — главный режиссёр, композиция, сценарий
- Eureka Seven - good night, sleep tight, young lovers (2009) — главный режиссёр, сюжет, визуальный ряд
- Heroman (2010) — визуальный ряд, режиссёр вступительной заставки
- Gosick (2011) — визуальный ряд, режиссёр серий
- Eureka 7: Astral Ocean (2012) — режиссёр, визуальный ряд